# Ingenieur- und Deckoffizierschule

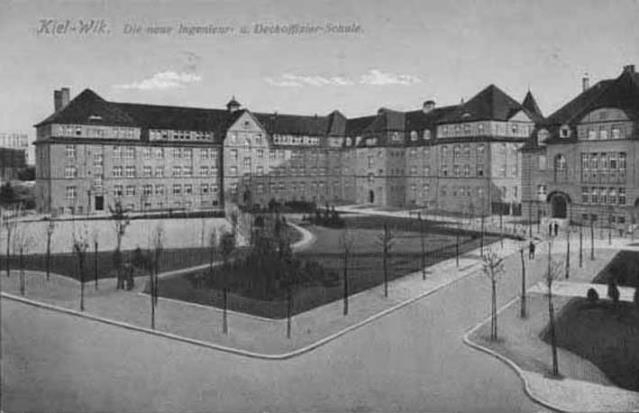
Ingenieur- und Deckoffizierschule Kiel, Postkarte, 1911.

Die Ingenieur- und Deckoffizierschule ging aus der im Herbst 1887 in der Marineakademie und -schule Kiel eingerichteten Deckoffizierschule hervor und diente der Aus- und Weiterbildung von Offizieren der Kaiserlichen Marine.

## Geschichte
Am 1. Oktober 1901 wurde im Gebäude der bisherigen Deckoffizierschule in Kiel eine Marine-Ingenieurschule eingerichtet, welche aber noch vor der Eröffnung nach Wilhelmshaven verlegt wurde. Ab dem 16. Januar 1909 führte die Schule durch AKO die Bezeichnung Ingenieur- und Deckoffizierschule.
Mit der Aufrüstung und Technisierung der Kaiserlichen Marine waren die Ausbildungskapazitäten der Ingenieur- und Deckoffizierschule in Wilhelmshaven erschöpft. Das Reichsmarineamt entschied sich für den Bau einer zweiten Schule in Kiel-Wik. Der Rohbau mit Schul-, Wohn- und Wirtschaftsgebäude und Maschinenhaus wurde 1912 fertig. Ein Turm war als Plattform für Beobachtungen und Messungen der Steuermannschüler gedacht. Die übrigen Gebäude dienten der Ausbildung von 170 Deckoffizieren und 130 Ingenieurschülern.

„Die Architektur ist in der heimischen Bauweise des schleswig-holsteinischen Backsteinbaues gehalten. ... Von besonders schöner Wirkung sind auch die durchbrochenen
Dachkonstriktionen. Alles in allem ist eine Anlage geschaffen worden, die unserer Stadt zur Zierde gereicht.“

1913 wurde in Kiel-Wik ein neues Gebäude für die zweite Schule eingeweiht. Am 6. Oktober 1913 begann der planmäßige Unterricht. Die eigentliche Ingenieur- und Deckoffizierschule wurde zur Ingenieur- und Deckoffizierschule Wilhelmshaven und die neue Schule wurde die Ingenieur- und Deckoffizierschule Kiel.
Als der Erste Weltkrieg begann, wurden die Schüler auf Kriegsschiffe verteilt, und der Schulbetrieb an beiden Schulen eingestellt. In die Schulen kamen Reservelazarette. Da es allenthalben an technischem Personal fehlte, wurde der Schulbetrieb in Kiel-Wik am 1. April 1915 trotzdem wieder aufgenommen. Die Ingenieur- und Deckoffizierschule Kiel bildete nun auch die Ingenieur-Anwärter der Marinestation der Nordsee aus. Die Schule in Wilhelmshaven nahm bis Kriegsende der Schulbetrieb nicht wieder auf und blieb Festungslazarett (Festungslazarett Ingenieur- und Dockoffizierschule Wilhelmshaven). Die Ingenieur- und Deckoffizierschule Kiel war der Inspektion des Bildungswesens der Marine, ebenfalls in Kiel, unterstellt.
Nach der Novemberrevolution hatte der Arbeiter- und Soldatenrat über die Wiederaufnahme des Schulbetriebs zu entscheiden. Bei der ungewissen Zukunft der Marine galt es um die Schule zu erhalten und den noch vorhandenen Lehrgangsteilnehmern einen Abschluss ihrer technischen Ausbildung zu ermöglichen. So wurde am 8. Dezember 1918 die Ingenieur- und Deckoffizierschule Kiel wieder eröffnet.

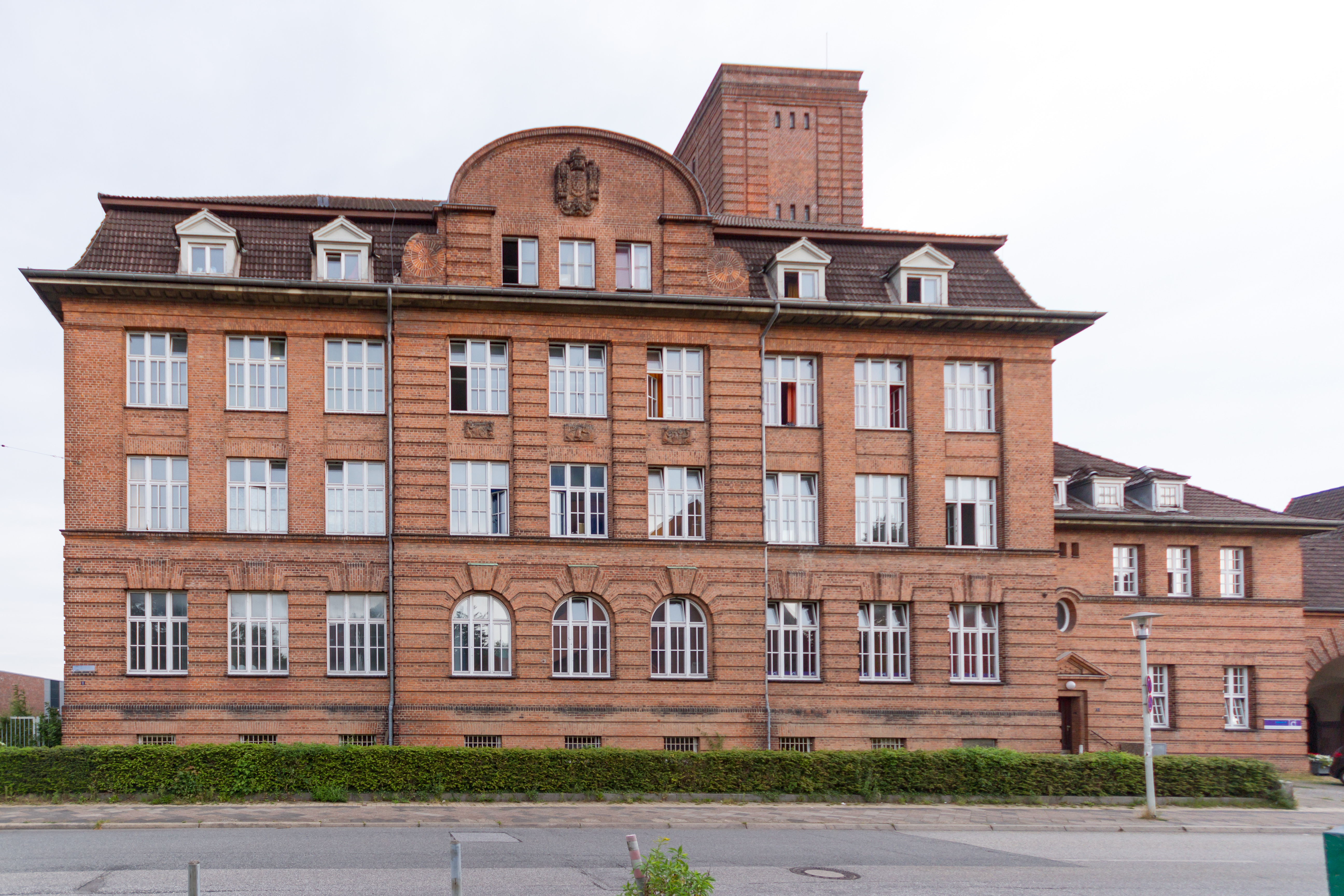
Die ehem. Technische Marineschule Kiel – Schulgebäude mit Signalturm in der Arkonastraße 1 im Kieler Stadtteil Wik

Aus der Ingenieur- und Deckoffizierschule Kiel ging in der Reichsmarine die Marineschule Kiel hervor.

## Direktoren
Ingenieur- und Deckoffizierschule Wilhelmshaven (1901–1914):
- unbekannt
- Kapitän zur See Friedrich von Kühlwetter: ca. 1908 bis 1910
- Kapitän zur See Karl Wilbrandt: von 1910 bis 1912
- unbekannt

Ingenieur- und Deckoffizierschule Kiel-Wik (1913/14; 1915–1918):
- Kapitän zur See Karl Wedding: Oktober 1913 bis August 1914
- Fregattenkapitän Paul Wolfram: April 1915 bis Juni 1915
- Fregattenkapitän/Kapitän zur See Walter Michaelis: von Juni 1915 bis August 1916 (†)
- Fregattenkapitän/Kapitän zur See Wilhelm Bruckmeyer: von August 1916 bis Juli 1917
- Kapitän zur See Harry von Posadowsky-Wehner: von August 1917 bis April 1918
- Kapitän zur See Otto Hillebrand: von April 1918 bis November 1918

## Bekannte Schüler (Auswahl)
- Max Adam (1894–1978), später Konteradmiral (Ing.) der Kriegsmarine
- Paul Berndt (1879–1941), später Vizeadmiral der Reichsmarine
- Wilhelm Johannsen (1894–1956), später Konteradmiral (Ing.) der Kriegsmarine
- Alfred Schulze (1892–1972), später Konteradmiral (Ing.) der Kriegsmarine
- Erich Ziegler (1889–1945), später Admiral der Kriegsmarine